# چون یک خانه‌به‌دوش
«چون یک خانه‌به‌دوش» (به انگلیسی: Like a Rolling Stone) ترانه‌ای از شاعر و ترانه‌سرای آمریکایی باب دیلن است. این ترانه که یکی از بهترین و تأثیرگذارترین آثار اوست، قبلاً توسط وی به صورت یک داستان کوتاه نوشته و به مرور زمان به ترانه تبدیل شد و در سال ۱۹۶۵ آن را ضبط کرد.
«چون یک خانه‌به‌دوش» اول بار در ژوئیه ۱۹۶۵ به شکل یک تک‌آهنگ بیرون داده شد که از طرف برخی از طرفداران دیلن به شدت مورد انتقاد قرار گرفت؛ از این جهت که دیگر حال و هوای موسیقی بومی (folk) را که وی سابقاً به آن می‌پرداخت نداشت و در فضایی کاملاً متفاوت در قالب هارد راک ارائه شده بود.
این ترانه به شکلی دراماتیک دنیای موسیقی و فرهنگ عامه را تحت تأثیر قرار داد. مجله رولینگ استون در رده‌بندی «۵۰۰ ترانهٔ برتر همهٔ دوران» این ترانه را بزرگ‌ترین ترانه تمام زمان‌ها لقب داد. در سخنرانی سال ۱۹۸۸ در مراسم ورود نام دیلن به تالار مشاهیر راک اند رول، بروس اسپرینگستین در مورد این ترانه گفت: «من در ماشین با مادرم بودم که این ترانه را برای بار اول شنیدم. مانند این بود که یکی با لگد دریچه ذهنت را باز کرده باشد.»
این ترانه توسط گروه‌ها و خواننده‌های زیادی همچون گرین دی، باب مارلی، بون جووی، رولینگ استونز، جیمی هندریکس، دیوید بویی، مایکل بولتون، دیوید گیلمور بازخوانی شده‌است.